# 석류풀과
석류풀과(石榴-科, 학명: Molluginaceae 몰루기나케아이[*])는 석죽목의 과이다.
열대 지방, 특히 아프리카에 널리 분포하며 속을 몇 개로 나누는가에 대해서는 여러 가지 의견이 있지만 일반적으로 23속의 약 1,000종 가량이 있다고 한다.
초본 또는 관목으로서, 잎은 마주나거나 돌려나고 또는 어긋나는데, 비늘조각 모양으로 퇴화된 것도 있다. 일반적으로 턱잎은 없다. 꽃은 양성화로 방사대칭인데, 1개가 달리거나 또는 취산꽃차례를 이루면서 달린다. 꽃덮이조각은 4-5개이고, 수술은 5개 또는 3개이거나 여러 개가 있다. 씨방은 상위 또는 하위로서 보통 3-5개의 심피로 이루어져 있으며, 안에는 1-5개의 방이 있는데, 밑씨는 중축 태자리에 여러 개가 생긴다. 열매는 삭과이다.

## 하위 분류
- 석류풀속(Trigastrotheca F.Muell.)
- 큰석류풀속(Mollugo L.)
- Adenogramma Rchb.
- Coelanthum E.Mey. ex Fenzl
- Glinus L.
- Hypertelis E.Mey. ex Fenzl
- Paramollugo Thulin
- Pharnaceum L.
- Polpoda C.Presl
- Psammotropha Eckl. & Zeyh.
- Suessenguthiella Friedrich